# John Clough
John Clough (Bolton, 1909. október 17. – 1980. február 23.) angol nemzetközi labdarúgó-játékvezető. Teljes neve John "Jack" Holden Clough. 

## Pályafutása

### Nemzeti játékvezetés
Ellenőreinek, sportvezetőinek javaslatára lett az I. Liga játékvezetője. Az aktív nemzeti játékvezetéstől 1959-ben vonult vissza.

#### Nemzeti kupamérkőzések
Vezetett Kupa-döntők száma: 1.

##### FA Kupa
| Időpont        | Helyszín                | Mérkőzés típusa | Mérkőzés                     | Eredmény | Nézők száma |
| -------------- | ----------------------- | --------------- | ---------------------------- | -------- | ----------- |
| 1959. május 2. | Wembley Stadion, London | döntő           | Nottingham Forest–Luton Town | 2 : 1    | 100 000     |

### Nemzetközi játékvezetés
Az Angol labdarúgó-szövetség Játékvezető Bizottsága (JB) terjesztette fel nemzetközi játékvezetőnek, a Nemzetközi Labdarúgó-szövetség (FIFA) 1954-től tartotta nyilván bírói keretében. Több nemzetek közötti válogatott és klubmérkőzést vezetett, vagy működő társának partbíróként segített. Az angol nemzetközi játékvezetők rangsorában, a világbajnokság-Európa-bajnokság sorrendjében többedmagával a 18. helyet foglalja el 4 találkozó szolgálatával. Az aktív nemzetközi játékvezetéstől 1959-ben a FIFA 50 éves korhatárát elérve búcsúzott. Válogatott mérkőzéseinek száma: 12.

#### Világbajnokság
A világbajnoki döntőhöz vezető úton Svédországba a VI., az 1958-as labdarúgó-világbajnokságra a FIFA JB bíróként alkalmazta.
| Időpont            | Helyszín                 | Mérkőzés típusa           | Mérkőzés                  | Eredmény | Nézők száma |
| ------------------ | ------------------------ | ------------------------- | ------------------------- | -------- | ----------- |
| 1956. november 11. | Nemzeti Stadion, Párizs  | előselejtező (2. csoport) | Franciaország–Belgium     | 6 : 3    |             |
| 1957. június 23.   | Lenin Stadion, Moszkva   | előselejtező (6. csoport) | Szovjetunió–Lengyelország | 3 : 0    | 102 000     |
| 1957. október 20.  | Városi Stadion, Chorzów  | előselejtező (6. csoport) | Lengyelország–Szovjetunió | 2 : 1    |             |
| 1957. november 24. | Központi Stadion, Lipcse | rájátszás                 | Szovjetunió–Lengyelország | 2 : 0    |             |

#### Brit Bajnokság
1882-ben az Egyesült Királyság brit tagállamainak négy szövetség úgy döntött, hogy létrehoznak egy évente megrendezésre kerülő bajnokságot egymás között. Az utolsó bajnoki idényt 1983-ban tartották meg.
| Időpont            | Helyszín                      | Mérkőzés típusa | Mérkőzés        | Eredmény |
| ------------------ | ----------------------------- | --------------- | --------------- | -------- |
| 1957. november 13. | Hampden Park Stadion, Glasgow | csoportmérkőzés | Skócia–Wales    | 1 : 1    |
| 1958. november 5.  | Hampden Park Stadion, Glasgow | csoportmérkőzés | Skócia–Írország | 2 : 2    |

#### Nemzetközi kupamérkőzések
Vezetett Kupa-döntők száma: 1.

##### Francia Kupa
| Időpont         | Helyszín                         | Mérkőzés típusa | Mérkőzés               | Eredmény | Nézők száma |
| --------------- | -------------------------------- | --------------- | ---------------------- | -------- | ----------- |
| 1957. május 26. | Yves du Manoir Stadion, Colombes | döntő           | Toulouse FC–Angers SCO | 6 : 3    | 43 125      |

## Magyar vonatkozás
| Időpont        | Helyszín                      | Mérkőzés típusa          | Mérkőzés            | Eredmény | Nézők száma |
| -------------- | ----------------------------- | ------------------------ | ------------------- | -------- | ----------- |
| 1958. május 7. | Hampden Park Stadion, Glasgow | 344. válogatott mérkőzés | Skócia–Magyarország | 1 : 1    | 54 900      |

## Külső hivatkozások
- John Clough. World Referee. [2012. október 14-i dátummal az eredetiből archiválva]. (Hozzáférés: 2012. december 1.)
- John Clough. footballzz.com. (Hozzáférés: 2012. december 1.)
- John Clough. footballdatabase.eu. (Hozzáférés: 2012. december 1.)
- John Clough. eu-football.info. (Hozzáférés: 2012. december 1.)

| Elődje: Maurice Guigue | Francia-kupadöntő 1957 | Utódja: M. Le Menn |

| Elődje: J. Sherlock | FA Kupa döntő 1958–1959 | Utódja: Kevin Howley |